# Bandundu (province)
Pour les articles homonymes, voir Bandundu.
Le Bandundu est, de 1966 à 2015, une province de la république démocratique du Congo.
En 2015, le Bandundu est divisé en trois nouvelles provinces : Kwango, Kwilu et Mai-Ndombe.

## Histoire
La province de Bandundu est créée en 1966, à partir de trois provinces issues du démembrement de la province de Léopoldville, le Kwilu au centre, le Kwango, et Lac Léopold II (renommé Lac Mai-Ndombe) au nord. Ils forment les 3 districts de la province. Le district de Maï-Ndombe, est scindé en 1990, la partie ouest prend le nom de District des Plateaux.

## Géographie
La province du Bandundu est située à l'ouest de la république démocratique du Congo. Elle borde les provinces de Kinshasa et du Bas-Congo à l'ouest, de l'Équateur au nord et du Kasaï-Occidental à l'est.
La végétation varie de la forêt équatoriale au nord (Mai-Ndombe) à une végétation plus sèche au sud (Kwango), domaine de la savane arborée. Les populations de la province cultivent traditionnellement le manioc, le maïs et dans une moindre mesure l'arachide.

## Santé
L’organisation administrative de la province de Bandundu est divisé en six districts sanitaires (DS).

### Les districts sanitaires la province de Bandundu
Dans l'ancienne configuration, elle se présentait comme suit :
- le district sanitaire de Mai-ndombe
- le district sanitaire de Plateau
- le district sanitaire de Kwilu
- le district sanitaire de Kwango
- le district sanitaire de Bandundu
- le district sanitaire de Kikwit

Mais après la décentralisation selon la constitution de la république démocratique du Congo. Elle a été subdivée en trois provinces mais représenté par la division provinciale de la santé (DPS) :
- la DPS de Mai-ndombe
- la DPS de Kwango
- la DPS de Kwilu.

L'ancien DS Plateau et celui de Mai-ndombe forment une DPS dénommée Mai-ndombe et DS Kwilu, Bandundu fusionnent pour donner la DPS de Kwilu.

### La DPS deMai-Ndombe
Le district du Lac Léopold II, aujourd’hui éclaté en deux districts, à savoir, le district de Mai–ndombe et des Plateaux, fut créé le 17 juillet 1895 par arrêté royal. Le 9 août de la même année, une circulaire du Gouverneur général fixa les frontières. Par le décret royal du 23 décembre 1891, le Roi Léopold II fit du district Lac Léopold II un domaine de la Couronne (Terre Domaine ou terre vacante). En 1906, le chef-lieu fut transféré de Malepie (Kutu) à Inongo.
Géographiquement, l’ancien district de Mai–Ndombe est compris entre 16° et 20° 30° de longitude Est, de 2° et 4° de latitude Sud. Actuellement[Quand ?] avec la nouvelle configuration, il forme avec d'autres provinces de la République démocratique du Congo. Ainsi il est borné au Nord par la Province de l’Équateur, à l’Ouest par le fleuve Congo qui le sépare de la République du Congo, au Sud par l’affluent Kasaï et à l’Est par la province du Kasaï-Occidental. Sa superficie est de 127 341 km². Sur le plan administratif, il est subdivisé en 8 territoires, 19 secteurs et 52 groupements. Sur le plan sanitaire la DPS de Mai-Ndombe compte 14 zones de santé et 308 d’aires de santé.
Zones de santé couvertes dans le DPS Mai-ndombe
| Zones de santé | Population couverte | Nombre d'aires de santé couvertes |
| -------------- | ------------------- | --------------------------------- |
| Banzowmoke     | 90901               | 17                                |
| Bokoro         | 174 200             | 26                                |
| Bosobe         | 103 165             | 20                                |
| Inongo         | 145 371             | 34                                |
| Kiri           | 92 945              | 26                                |
| Mimia          | 45 632              | 14                                |
| Nioki          | 129 726             | 23                                |
| Ntandembelo    | 70 518              | 18                                |
| Oswe           | 119 356             | 30                                |
| Pendjwa        | 64 991              | 16                                |
| Bolobo         | 111 478             | 23                                |
| Kwamouth       | 94 556              | 22                                |
| Mushie         | 102 195             | 21                                |
| Yumbi          | 102 195             | 21                                |
| Total          | 1 441 239           | 308                               |

## District des Plateaux

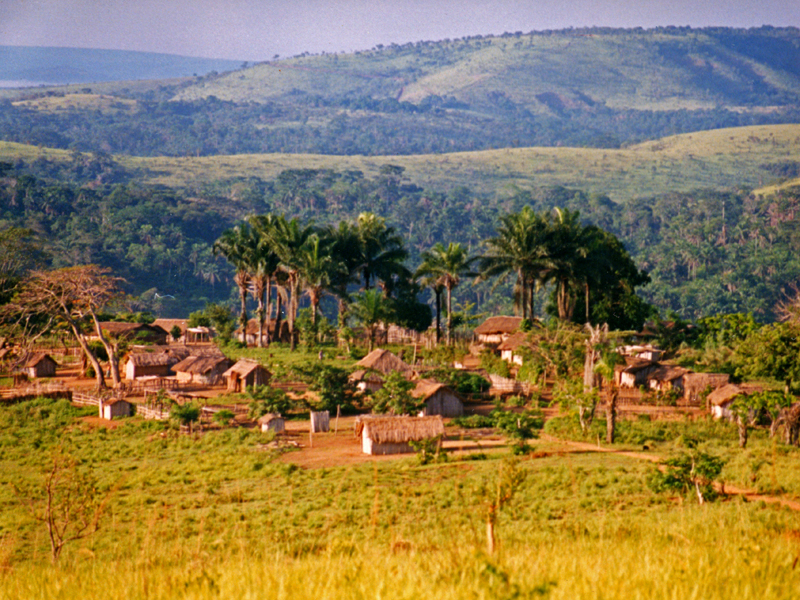
Paysage de savane du Bandundu

Avant 2015, le district des Plateaux est une subdivision de la province de Bandundu divisée en 4 territoires constitués chacun d'un secteur et d'une cité, il a pour chef-lieu la cité de Bolobo :
- Territoire de Bolobo
  - Secteur Batende-Nord
  - Cité de Bolobo
- Territoire de Kwamouth
  - Secteur Batende-Sud
  - Cité de Kwamouth
- Territoire de Mushie
  - Secteur Baboma-Nord
  - Cité de Mushie
- Territoire de Yumbi
  - Secteur Mongama
  - Cité de Yumbi